# Juanes/Diskografie
Diese Diskografie ist eine Übersicht über die musikalischen Werke des kolumbianischen Sängers, Songschreibers und Gitarristen Juanes. Den Schallplattenauszeichnungen zufolge hat er bisher mehr als zehn Millionen Tonträger verkauft, davon alleine in seiner Heimat über 950.000. Seine erfolgreichste Veröffentlichung ist das Album Mi sangre mit über 2,1 Millionen verkauften Einheiten.

## Alben

### Studioalben
| Jahr | Titel Musiklabel                              | Höchstplatzierung, Gesamtwochen, AuszeichnungChartplatzierungen (Jahr, Titel, Musiklabel, Platzierungen, Wochen, Auszeichnungen, Anmerkungen) | Höchstplatzierung, Gesamtwochen, AuszeichnungChartplatzierungen (Jahr, Titel, Musiklabel, Platzierungen, Wochen, Auszeichnungen, Anmerkungen) | Höchstplatzierung, Gesamtwochen, AuszeichnungChartplatzierungen (Jahr, Titel, Musiklabel, Platzierungen, Wochen, Auszeichnungen, Anmerkungen) | Höchstplatzierung, Gesamtwochen, AuszeichnungChartplatzierungen (Jahr, Titel, Musiklabel, Platzierungen, Wochen, Auszeichnungen, Anmerkungen) | Höchstplatzierung, Gesamtwochen, AuszeichnungChartplatzierungen (Jahr, Titel, Musiklabel, Platzierungen, Wochen, Auszeichnungen, Anmerkungen) | Höchstplatzierung, Gesamtwochen, AuszeichnungChartplatzierungen (Jahr, Titel, Musiklabel, Platzierungen, Wochen, Auszeichnungen, Anmerkungen) | Höchstplatzierung, Gesamtwochen, AuszeichnungChartplatzierungen (Jahr, Titel, Musiklabel, Platzierungen, Wochen, Auszeichnungen, Anmerkungen) | Anmerkungen |
| Jahr | Titel Musiklabel                              | DE | AT | CH | UK | US | Latin | ES | Anmerkungen |
| ---- | --------------------------------------------- | --- | --- | --- | --- | --- | --- | --- | --- |
| 2001 | Fíjate bien Surto Records / Universal Music   | — | — | — | — | — | Latin36 Platin · (14 Wo.)Latin | — | Erstveröffentlichung: 17. Oktober 2001 Grammy Latin Award: Rock Solo Vocal Album (2001)                                                                |
| 2002 | Un día normal Surto Records                   | — | — | CH80 (4 Wo.)CH | — | US110 (21 Wo.)US | Latin1 ×8Diamant + Achtfachplatin · (104 Wo.)Latin                                                                                            | ES17 ×2Doppelplatin · (57 Wo.)ES | Erstveröffentlichung: 21. Mai 2002 in CH erst 2003 platziert Grammy Latin Award: Album of the Year und Best Rock Solo Vocal Album (2003)               |
| 2004 | Mi sangre Surto Records                       | DE1 ×3Dreifachgold · (63 Wo.)DE | AT2 Gold · (39 Wo.)AT | CH3 Platin · (71 Wo.)CH | UK91 (1 Wo.)UK | US33 (49 Wo.)US | Latin1 ×2Doppeldiamant · (104 Wo.)Latin | ES1 ×3Dreifachplatin · (168 Wo.)ES | Erstveröffentlichung: 28. September 2004 Verkäufe: + 2.119.311; in DE und AT erst 2005 platziert Grammy Latin Award: Best Rock Solo Vocal Album (2005) |
| 2007 | La vida … es un ratico Universal Music Latino | DE11 (11 Wo.)DE | AT34 (8 Wo.)AT | CH3 Gold · (19 Wo.)CH | — | US13 (19 Wo.)US | Latin1 (74 Wo.)Latin | ES1 ×2Doppelplatin · (75 Wo.)ES | Erstveröffentlichung: 23. Oktober 2007 Grammy Latin Award: Album of the Year und Best Male Pop Vocal Album (2008)                                      |
| 2010 | P.A.R.C.E. Universal Music Latino             | — | — | — | — | US165 (1 Wo.)US | Latin2 (25 Wo.)Latin | ES14 Gold · (22 Wo.)ES | Erstveröffentlichung: 7. Dezember 2010 |
| 2014 | Loco de amor Universal Music Latino           | — | — | CH75 (2 Wo.)CH | — | US36 (2 Wo.)US | Latin2 (32 Wo.)Latin | ES43 (13 Wo.)ES | Erstveröffentlichung: 11. März 2014 Grammy Latin Award: Best Pop/Rock Album (2014)                                                                     |
| 2017 | Mis planes son amarte Universal Music Latino  | — | — | — | — | US77 (1 Wo.)US | Latin1 (15 Wo.)Latin | ES12 (18 Wo.)ES | Erstveröffentlichung: 12. Mai 2017 |
| 2019 | Más futuro que pasado Universal Music Latino  | — | — | — | — | — | Latin9 Gold · (4 Wo.)Latin | ES48 (1 Wo.)ES | Erstveröffentlichung: 22. März 2019 |
| 2021 | Origen Universal Music Latino                 | — | — | — | — | — | — | ES69 (1 Wo.)ES | Erstveröffentlichung: 28. Mai 2021 |
| 2023 | Vida cotidiana Universal Music Latino         | — | — | — | — | — | — | — | Erstveröffentlichung: 19. Mai 2023 |

grau schraffiert: keine Chartdaten aus diesem Jahr verfügbar

### Livealben
| Jahr | Titel Musiklabel                                           | Höchstplatzierung, Gesamtwochen, AuszeichnungChartplatzierungen (Jahr, Titel, Musiklabel, Platzierungen, Wochen, Auszeichnungen, Anmerkungen) | Höchstplatzierung, Gesamtwochen, AuszeichnungChartplatzierungen (Jahr, Titel, Musiklabel, Platzierungen, Wochen, Auszeichnungen, Anmerkungen) | Höchstplatzierung, Gesamtwochen, AuszeichnungChartplatzierungen (Jahr, Titel, Musiklabel, Platzierungen, Wochen, Auszeichnungen, Anmerkungen) | Höchstplatzierung, Gesamtwochen, AuszeichnungChartplatzierungen (Jahr, Titel, Musiklabel, Platzierungen, Wochen, Auszeichnungen, Anmerkungen) | Höchstplatzierung, Gesamtwochen, AuszeichnungChartplatzierungen (Jahr, Titel, Musiklabel, Platzierungen, Wochen, Auszeichnungen, Anmerkungen) | Höchstplatzierung, Gesamtwochen, AuszeichnungChartplatzierungen (Jahr, Titel, Musiklabel, Platzierungen, Wochen, Auszeichnungen, Anmerkungen) | Höchstplatzierung, Gesamtwochen, AuszeichnungChartplatzierungen (Jahr, Titel, Musiklabel, Platzierungen, Wochen, Auszeichnungen, Anmerkungen) | Anmerkungen |
| Jahr | Titel Musiklabel                                           | DE | AT | CH | UK | US | Latin | ES | Anmerkungen |
| ---- | ---------------------------------------------------------- | --- | --- | --- | --- | --- | --- | --- | --- |
| 2008 | La vida… es un ratico (en vivo) Universal Music Latino     | — | — | — | — | — | — | — | Erstveröffentlichung: 18. November 2008                                                                                     |
| 2012 | tr3s Presents: Juanes MTV Unplugged Universal Music Latino | — | — | — | — | US52 (2 Wo.)US | Latin1 Gold · (39 Wo.)Latin | ES3 (25 Wo.)ES | Erstveröffentlichung: 29. Mai 2012 Grammy Latin Award: Album of the Year und Producer of the Year (Juan Luis Guerra) (2012) |
| 2014 | Tigo Music Sessions Universal Music Latino                 | — | — | — | — | — | — | — | Erstveröffentlichung: 15. August 2014                                                                                       |

### Kompilationen
- 2008: La vida: es un ratico (Life Is a Moment), Vol. 1
- 2008: La vida: es un ratico (Life Is a Moment), Vol. 2

## Singles

### Als Leadmusiker
| Jahr | Titel Album                                 | Höchstplatzierung, Gesamtwochen, AuszeichnungChartplatzierungen (Jahr, Titel, Album, Platzierungen, Wochen, Auszeichnungen, Anmerkungen) | Höchstplatzierung, Gesamtwochen, AuszeichnungChartplatzierungen (Jahr, Titel, Album, Platzierungen, Wochen, Auszeichnungen, Anmerkungen) | Höchstplatzierung, Gesamtwochen, AuszeichnungChartplatzierungen (Jahr, Titel, Album, Platzierungen, Wochen, Auszeichnungen, Anmerkungen) | Höchstplatzierung, Gesamtwochen, AuszeichnungChartplatzierungen (Jahr, Titel, Album, Platzierungen, Wochen, Auszeichnungen, Anmerkungen) | Höchstplatzierung, Gesamtwochen, AuszeichnungChartplatzierungen (Jahr, Titel, Album, Platzierungen, Wochen, Auszeichnungen, Anmerkungen) | Höchstplatzierung, Gesamtwochen, AuszeichnungChartplatzierungen (Jahr, Titel, Album, Platzierungen, Wochen, Auszeichnungen, Anmerkungen) | Höchstplatzierung, Gesamtwochen, AuszeichnungChartplatzierungen (Jahr, Titel, Album, Platzierungen, Wochen, Auszeichnungen, Anmerkungen) | Anmerkungen |
| Jahr | Titel Album                                 | DE | AT | CH | UK | US | Latin | ES | Anmerkungen |
| ---- | ------------------------------------------- | --- | --- | --- | --- | --- | --- | --- | --- |
| 2000 | Fíjate bien                                 | — | — | — | — | — | — | ES13 (1 Wo.)ES | Erstveröffentlichung: 4. September 2000 Grammy Latin Award: Rock Song (2001)                                                            |
| 2000 | Podemos hacernos daño Fíjate bien           | — | — | — | — | — | — | — | Erstveröffentlichung: 13. November 2000                                                                                                 |
| 2000 | Nada Fíjate bien                            | — | — | — | — | — | Latin18 (12 Wo.)Latin | — | Erstveröffentlichung: 20. November 2000                                                                                                 |
| 2002 | A Dios le pido Un día normal                | DE31 (17 Wo.)DE | AT19 (24 Wo.)AT | CH7 (44 Wo.)CH | — | — | Latin2 ×2Diamant + Doppelplatin · (46 Wo.)Latin                                                                                          | ES6 Platin · (7 Wo.)ES | Erstveröffentlichung: 25. März 2002 in DE und CH erst 2003, in AT erst 2006 platziert Grammy Latin Award: Best Rock Song (2002)         |
| 2002 | Es por ti Un día normal                     | — | — | — | — | — | Latin4 ×9Neunfachplatin · (27 Wo.)Latin                                                                                                  | ES— PlatinES | Erstveröffentlichung: 23. September 2002 Grammy Latin Award: Record of the Year und Song of the Year (2003)                             |
| 2003 | Mala gente Un día normal                    | — | — | — | — | — | Latin12 (16 Wo.)Latin | — | Erstveröffentlichung: 6. Januar 2003 Grammy Latin Award: Best Rock Song (2003)                                                          |
| 2003 | Fotográfia Un día normal                    | — | — | — | — | — | Latin1 ×6Sechsfachplatin · (31 Wo.)Latin                                                                                                 | ES— GoldES | Erstveröffentlichung: 28. April 2003 feat. Nelly Furtado                                                                                |
| 2004 | La paga Un día normal                       | DE91 (2 Wo.)DE | — | CH29 (7 Wo.)CH | — | — | Latin5 (27 Wo.)Latin | ES— GoldES | Erstveröffentlichung: 4. August 2004 feat. Taboo, Remix mit will.i.am                                                                   |
| 2004 | Nada valgo sin tu amor Mi sangre            | — | — | — | — | — | Latin1 (26 Wo.)Latin | — | Erstveröffentlichung: August 2004 Grammy Latin Award: Best Rock Song (2005)                                                             |
| 2004 | Volverte a ver Mi sangre                    | DE28 (14 Wo.)DE | AT40 (21 Wo.)AT | — | — | — | Latin1 (24 Wo.)Latin | ES— GoldES | Erstveröffentlichung: November 2004 in DE und AT erst nach La camisa negra platziert Grammy Latin Award: Best Music Video (2005)        |
| 2004 | Un día normal                               | — | — | — | — | — | Latin44 (2 Wo.)Latin | — | Erstveröffentlichung: 8. Dezember 2004                                                                                                  |
| 2005 | La camisa negra Mi sangre                   | DE1 Gold · (31 Wo.)DE | AT1 (34 Wo.)AT | CH1 Gold · (70 Wo.)CH | UK32 (3 Wo.)UK | US89 (13 Wo.)US | Latin1 Gold · (33 Wo.)Latin | ES— PlatinES | Erstveröffentlichung: 24. Januar 2005                                                                                                   |
| 2005 | Para tu amor Mi sangre                      | — | — | — | — | — | Latin10 (19 Wo.)Latin | — | Erstveröffentlichung: August 2005 |
| 2005 | Lo que me gusta a mí Mi sangre              | — | — | — | — | US94 (1 Wo.)US | Latin2 (22 Wo.)Latin | — | Erstveröffentlichung: 2005 |
| 2005 | Rosario tijeras Mi sangre                   | — | — | — | — | — | — | — | Erstveröffentlichung: 12. Dezember 2005                                                                                                 |
| 2006 | No siento penas Mi sangre                   | — | — | — | — | — | — | — | Erstveröffentlichung: 2006 |
| 2007 | Me enamora La Vida... es un ratico          | DE29 (9 Wo.)DE | AT34 (15 Wo.)AT | CH13 (18 Wo.)CH | — | US69 (14 Wo.)US | Latin1 (38 Wo.)Latin | ES— ×8AchtfachplatinES | Erstveröffentlichung: 3. September 2007 Grammy Latin Award: Record of the Year, Song of the Year und Best Short Form Music Video (2008) |
| 2007 | Gotas de agua dulce La Vida... es un ratico | — | — | — | — | — | Latin1 (28 Wo.)Latin | ES— PlatinES | Erstveröffentlichung: 3. Dezember 2007                                                                                                  |
| 2008 | Tres La Vida... es un ratico                | — | — | — | — | — | Latin21 (14 Wo.)Latin | — | Erstveröffentlichung: 31. März 2008 |
| 2008 | Tú y Yo La Vida... es un ratico             | — | — | — | — | — | — | — | Erstveröffentlichung: 23. Juni 2008 |
| 2008 | Odio por amor La Vida... es un ratico       | — | — | — | — | — | Latin5 (20 Wo.)Latin | — | Erstveröffentlichung: 8. September 2008                                                                                                 |
| 2008 | Hoy me voy La Vida... es un ratico          | — | — | — | — | — | — | — | Erstveröffentlichung: 15. Dezember 2008                                                                                                 |
| 2010 | Yerbatero P.A.R.C.E.                        | — | — | — | — | — | Latin1 (17 Wo.)Latin | ES25 (8 Wo.)ES | Erstveröffentlichung: 9. Juni 2010 |
| 2010 | Y no regresas P.A.R.C.E.                    | — | — | — | — | — | Latin9 (15 Wo.)Latin | — | Erstveröffentlichung: 11. Oktober 2010                                                                                                  |
| 2012 | La señal MTV Unplugged                      | — | — | — | — | — | Latin1 (10 Wo.)Latin | ES50 (1 Wo.)ES | Erstveröffentlichung: 5. März 2012 |
| 2012 | Hoy me voy (Unplugged) MTV Unplugged        | — | — | — | — | — | — | — | Erstveröffentlichung: 24. März 2012 feat. Paula Fernandes                                                                               |
| 2012 | Me enamora (Unplugged) MTV Unplugged        | — | — | — | — | — | Latin2 (13 Wo.)Latin | — | Erstveröffentlichung: 14. Mai 2012 |
| 2013 | La luz Loco de amor                         | — | — | — | — | — | Latin11 (16 Wo.)Latin | ES41 (2 Wo.)ES | Erstveröffentlichung: 16. Dezember 2013                                                                                                 |
| 2014 | Mil pedazos Loco de amor                    | — | — | — | — | — | Latin47 (6 Wo.)Latin | — | Erstveröffentlichung: 7. März 2014 |
| 2014 | Una flor Loco de amor                       | — | — | — | — | — | Latin27 (14 Wo.)Latin | — | Erstveröffentlichung: 10. Juni 2014 |
| 2015 | Juntos (Together) McFarland, USA OST        | — | — | — | — | — | Latin11 (17 Wo.)Latin | ES62 (6 Wo.)ES | Erstveröffentlichung: 20. Januar 2015 aus dem Disney-Film McFarland, USA                                                                |
| 2016 | Fuego Mis planes son amarte                 | — | — | — | — | — | Latin14 (15 Wo.)Latin | ES21 Platin · (32 Wo.)ES | Erstveröffentlichung: 7. Oktober 2016                                                                                                   |
| 2017 | Hermosa ingrata Mis planes son amarte       | — | — | — | — | — | Latin20 (16 Wo.)Latin | — | Erstveröffentlichung: 27. Januar 2017                                                                                                   |
| 2017 | El ratico Mis planes son amarte             | — | — | — | — | — | Latin45 (7 Wo.)Latin | ES99 (1 Wo.)ES | Erstveröffentlichung: 21. April 2017 feat. Kali Uchis                                                                                   |
| 2017 | Es tarde Mis planes son amarte              | — | — | — | — | — | Latin49 (5 Wo.)Latin | — | Erstveröffentlichung: 5. Mai 2017 |
| 2018 | Pa dentro Más futuro que pasado             | — | — | — | — | — | Latin41 Platin · (8 Wo.)Latin | ES91 (2 Wo.)ES | Erstveröffentlichung: 31. Mai 2018 |
| 2019 | La plata Más futuro que pasado              | — | — | — | — | — | Latin40 Platin · (4 Wo.)Latin | ES35 Platin · (17 Wo.)ES | Erstveröffentlichung: 11. Januar 2019 feat. Lalo Ebratt                                                                                 |
| 2019 | Querer Mejor Más futuro que pasado          | — | — | — | — | — | Latin— GoldLatin | — | Erstveröffentlichung: 24. Mai 2019 |
| 2019 | Bonita Más futuro que pasado                | — | — | — | — | — | Latin27 Gold · (12 Wo.)Latin | ES71 Platin · (11 Wo.)ES | Erstveröffentlichung: 6. September 2019 mit Sebastián Yatra                                                                             |
| 2022 | 506 Si ayer fuera hoy                       | — | — | — | — | — | — | ES77 Platin · (2 Wo.)ES | Erstveröffentlichung: 2. September 2022 mit Morat                                                                                       |
| 2024 | Gala y Dalí –                               | — | — | — | — | — | — | — | Erstveröffentlichung: 29. März 2024 mit Nelly Furtado                                                                                   |

### Als Gastmusiker
| Jahr | Titel Album                                 | Höchstplatzierung, Gesamtwochen, AuszeichnungChartplatzierungen (Jahr, Titel, Album, Platzierungen, Wochen, Auszeichnungen, Anmerkungen) | Höchstplatzierung, Gesamtwochen, AuszeichnungChartplatzierungen (Jahr, Titel, Album, Platzierungen, Wochen, Auszeichnungen, Anmerkungen) | Höchstplatzierung, Gesamtwochen, AuszeichnungChartplatzierungen (Jahr, Titel, Album, Platzierungen, Wochen, Auszeichnungen, Anmerkungen) | Höchstplatzierung, Gesamtwochen, AuszeichnungChartplatzierungen (Jahr, Titel, Album, Platzierungen, Wochen, Auszeichnungen, Anmerkungen) | Höchstplatzierung, Gesamtwochen, AuszeichnungChartplatzierungen (Jahr, Titel, Album, Platzierungen, Wochen, Auszeichnungen, Anmerkungen) | Höchstplatzierung, Gesamtwochen, AuszeichnungChartplatzierungen (Jahr, Titel, Album, Platzierungen, Wochen, Auszeichnungen, Anmerkungen) | Höchstplatzierung, Gesamtwochen, AuszeichnungChartplatzierungen (Jahr, Titel, Album, Platzierungen, Wochen, Auszeichnungen, Anmerkungen) | Anmerkungen                                                         |
| Jahr | Titel Album                                 | DE | AT | CH | UK | US | Latin | ES | Anmerkungen                                                         |
| ---- | ------------------------------------------- | --- | --- | --- | --- | --- | --- | --- | ------------------------------------------------------------------- |
| 2007 | Te busqué Loose                             | DE16 (10 Wo.)DE | AT25 (14 Wo.)AT | CH79 (5 Wo.)CH | — | — | — | — | Erstveröffentlichung: 2. Juli 2007 Nelly Furtado feat. Juanes       |
| 2010 | La calle A Son de Guerra                    | — | — | — | — | — | Latin26 (8 Wo.)Latin | — | Erstveröffentlichung: 30. August 2010 Juan Luis Guerra feat. Juanes |
| 2014 | La flaca Corazón                            | — | — | — | — | — | Latin46 (5 Wo.)Latin | ES42 (1 Wo.)ES | Erstveröffentlichung: 25. November 2014 Santana feat. Juanes        |
| 2015 | Querida Los dúo                             | — | — | — | — | — | Latin46 (1 Wo.)Latin | — | Erstveröffentlichung: 2015 Juan Gabriel feat. Juanes                |
| 2015 | Tu enemigo El Mundo Y Los Amantes Inocentes | — | — | — | — | — | — | ES6 ×3Dreifachplatin · (53 Wo.)ES | Erstveröffentlichung: 2015 Pablo López feat. Juanes                 |
| 2017 | Besos en guerra Balas perdidas              | — | — | — | — | — | Latin— ×3DreifachplatinLatin | ES22 ×5Fünffachplatin · (60 Wo.)ES | Erstveröffentlichung: 3. November 2017 Morat feat. Juanes           |
| 2020 | Los huesos Lo Que Me Dé la Gana             | — | — | — | — | — | — | ES80 Platin · (3 Wo.)ES | Erstveröffentlichung: 9. April 2020 Dani Martín feat. Juanes        |

### Beiträge für Kompilationen
- 2021: Enter Sandman auf The Metallica Blacklist

## Videoalben
- 2003: El diario de Juanes
- 2005: Ekhymosis (CD+DVD)
- 2005: Mi sangre (Tour Edition CD+DVD)

## Statistik

### Chartauswertung
|                     | DE    | AT    | CH    | UK    | US    | Latin       | ES    |
| ------------------- | ----- | ----- | ----- | ----- | ----- | ----------- | ----- |
| Nummer-eins-Alben   | DE1DE | AT—AT | CH—CH | UK—UK | US—US | Latin5Latin | ES2ES |
| Top-10-Alben        | DE1DE | AT1AT | CH2CH | UK—UK | US—US | Latin8Latin | ES3ES |
| Alben in den Charts | DE2DE | AT2AT | CH4CH | UK1UK | US7US | Latin9Latin | ES9ES |

|                       | DE    | AT    | CH    | UK    | US    | Latin        | ES     |
| --------------------- | ----- | ----- | ----- | ----- | ----- | ------------ | ------ |
| Nummer-eins-Singles   | DE1DE | AT1AT | CH1CH | UK—UK | US—US | Latin8Latin  | ES—ES  |
| Top-10-Singles        | DE1DE | AT1AT | CH2CH | UK—UK | US—US | Latin16Latin | ES2ES  |
| Singles in den Charts | DE6DE | AT5AT | CH5CH | UK1UK | US3US | Latin34Latin | ES16ES |

### Auszeichnungen für Musikverkäufe
| Goldene Schallplatte - Argentinien - 2007: für das Album La vida... es un ratico - 2017: für die Single Fuego - Belgien - 2006: für die Single La camisa negra - 2006: für das Album Mi sangre - Brasilien - 2009: für die Single Para tu amor - 2024: für die Single Hoy me voy - Chile - 2017: für das Album Mis planes son amarte - 2017: für die Single Fuego - Dänemark - 2007: für das Album Mi sangre - Ecuador - 2014: für das Album Loco de amor - 2017: für das Album Mis planes son amarte - 2017: für die Single Fuego - 2018: für das Album Pa dentro - Griechenland - 2006: für das Album Mi sangre - Italien - 2024: für die Single La camisa negra - Kolumbien - 2017: für die Single Hermosa ingrata - Mexiko - 2007: für das Album La vida … es un ratico - 2012: für das Album tr3s Presents: Juanes MTV Unplugged - 2014: für das Album Loco de amor - 2017: für das Album Mis planes son amarte - 2017: für die Single Fuego - 2019: für die Single La plata - 2019: für die Single Bonita - Niederlande - 2006: für das Album Mi sangre - Peru - 2014: für das Album Loco de amor - 2017: für das Album Mis planes son amarte - 2017: für die Single Fuego - Portugal - 2004: für das Album Un día normal - Russland - 2008: für das Album La vida... es un ratico - Schweden - 2007: für das Album Mi sangre - 2007: für die Single La camisa negra - Ungarn - 2006: für das Album Mi sangre - Venezuela - 2012: für das Album tr3s Presents: Juanes MTV Unplugged - 2018: für das Album Pa dentro - Vereinigte Staaten - 2020: für das Lied Tequila (Latin) | 2× Goldene Schallplatte - Mexiko - 2008: für den Ringtone Me enamora Platin-Schallplatte - Argentinien - 2003: für das Album Un día normal - 2007: für das Videoalbum La vida … es un ratico - 2020: für die Single Más futuro que pasado - Chile - 2019: für die Single Más futuro que pasado - Dänemark - 2006: für die Single La camisa negra - Europa - 2007: für das Album Mi sangre - Finnland - 2006: für das Album Mi sangre - Kolumbien - 2007: für das Album La vida … es un ratico - 2017: für die Single Fuego - 2018: für das Album Pa dentro - Peru - 2018: für die Single Besos en guerra - 2018: für das Album Pa dentro - Portugal - 2006: für das Album Mi sangre 2× Platin-Schallplatte - Argentinien - 2004: für das Album Mi sangre - Mexiko - 2005: für das Album Mi sangre | 5× Goldene Schallplatte - Mexiko - 2008: für die Preload-Single Me enamora/La vida … es un ratico/Gotas de agua dulce/Webisode - 2020: für die Single Amárrame - 2022: für das Album Un día normal 3× Platin-Schallplatte - Mexiko - 2008: für den Ringtone Me enamora 9× Goldene Schallplatte - Mexiko - 2019: für die Single Besos en guerra 12× Platin-Schallplatte - Kolumbien - 2012: für das Album tr3s Presents: Juanes MTV Unplugged - 2014: für das Album Loco de amor Diamantene Schallplatte - Mexiko - 2020: für die Single Amárrame 2× Diamantene Schallplatte - Kolumbien - 2018: für die Single Besos en guerra - Mexiko - 2008: für den Ringtone Me enamora |

Anmerkung: Auszeichnungen in Ländern aus den Charttabellen bzw. Chartboxen sind in ebendiesen zu finden.
| Land/RegionAuszeichnungen für Musikverkäufe (Land/Region, Auszeichnungen, Verkäufe, Quellen) | Gold       | Platin         | Diamant     | Verkäufe    | Quellen              |
| -------------------------------------------------------------------------------------------- | ---------- | -------------- | ----------- | ----------- | -------------------- |
| Argentinien (CAPIF)                                                                          | 2× Gold2   | 5× Platin5     | —           | 178.000     | capif.org.ar AR2     |
| Belgien (BRMA)                                                                               | 2× Gold2   | —              | —           | 50.000      | ultratop.be          |
| Brasilien (PMB)                                                                              | 2× Gold2   | —              | —           | 60.000      | pro-musicabr.org.br  |
| Chile (IFPI)                                                                                 | 2× Gold2   | Platin1        | —           | 165.000     | Einzelnachweise      |
| Dänemark (IFPI)                                                                              | Gold1      | Platin1        | —           | 35.000      | ifpi.dk              |
| Deutschland (BVMI)                                                                           | 2× Gold2   | Platin1        | —           | 450.000     | musikindustrie.de    |
| Ecuador (SOPROFON)                                                                           | 4× Gold4   | —              | —           | 12.000      | Einzelnachweise      |
| Europa (IFPI)                                                                                | —          | Platin1        | —           | (1.000.000) | ifpi.org             |
| Finnland (IFPI)                                                                              | —          | Platin1        | —           | 51.811      | ifpi.fi              |
| Griechenland (IFPI)                                                                          | Gold1      | —              | —           | 7.500       | Einzelnachweise      |
| Italien (FIMI)                                                                               | Gold1      | —              | —           | 50.000      | fimi.it              |
| Kolumbien (ASINCOL)                                                                          | Gold1      | 27× Platin27   | 2× Diamant2 | 950.000     | Einzelnachweise      |
| Mexiko (AMPROFON)                                                                            | 13× Gold13 | 15× Platin15   | 3× Diamant3 | 1.700.000   | amprofon.com.mx      |
| Niederlande (NVPI)                                                                           | Gold1      | —              | —           | 40.000      | nvpi.nl              |
| Österreich (IFPI)                                                                            | Gold1      | —              | —           | 15.000      | ifpi.at              |
| Peru (UNIMPRO)                                                                               | 3× Gold3   | 2× Platin2     | —           | 21.000      | Einzelnachweise      |
| Portugal (AFP)                                                                               | Gold1      | Platin1        | —           | 40.000      | Einzelnachweise      |
| Russland (NFPF)                                                                              | Gold1      | —              | —           | 10.000      | 2m-online.ru         |
| Schweden (IFPI)                                                                              | 2× Gold2   | —              | —           | 30.000      | sverigetopplistan.se |
| Schweiz (IFPI)                                                                               | 2× Gold2   | Platin1        | —           | 90.000      | hitparade.ch         |
| Spanien (Promusicae)                                                                         | 4× Gold4   | 32× Platin32   | —           | 1.830.000   | elportaldemusica.es  |
| Ungarn (MAHASZ)                                                                              | Gold1      | —              | —           | 5.000       | slagerlistak.hu      |
| Venezuela (APFV)                                                                             | 2× Gold2   | —              | —           | 10.000      | Einzelnachweise      |
| Vereinigte Staaten (RIAA)                                                                    | 6× Gold6   | 31× Platin31   | 4× Diamant4 | 4.600.000   | riaa.com             |
| Insgesamt                                                                                    | 55× Gold55 | 119× Platin119 | 9× Diamant9 |             |                      |